# Beata Cytowska
Beata Ewa Cytowska (ur. 1964) – polska pedagog, dr hab. nauk społecznych, adiunkt Instytutu Pedagogiki Wydziału Nauk Historycznych i Pedagogicznych Uniwersytetu Wrocławskiego.

## Życiorys
27 października 1999 obroniła pracę doktorską Społeczne uwarunkowania edukacji szkolnej dziecka upośledzonego umysłowo w stopniu lekkim, 20 marca 2013 habilitowała się na podstawie pracy zatytułowanej Trudne drogi adaptacji. Wątki emancypacyjne w analizie sytuacji dorosłych osób z niepełnosprawnością intelektualną we współczesnym społeczeństwie polskim. Jest zatrudniona na stanowisku adiunkta w Instytucie Pedagogiki na Wydziale Nauk Historycznych i Pedagogicznych Uniwersytetu Wrocławskiego.